# Plesná (železniční zastávka)
Plesná je železniční zastávka trati Františkovy Lázně – Bad Brambach, která se nachází u města Plesná, konkrétně na kraji části obce Šneky, v okrese Cheb. 

## Popis zastávky
Nástupiště zastávky je tvořeno betonovými panely, před nepřízní počasí slouží cestujícím zděný přístřešek v provedení antivandal. Je zde instalováno osvětlení. V zastávce se nenachází žádná informační tabule, rozhlas, ani další služby cestujícím.